# Горновские
Горновские (пол. Hornowski) — дворянский род, польского происхождения, герба Корчак.
Восходит к XVI в. и разделился на пять ветвей, внесенных в VI часть родословных книг Виленской, Витебской, Гродненской, Волынской и Могилёвской губерний. 
Есть еще четыре рода Горновских, позднейшего происхождения.